# Vermogensaanwasdeling
Vermogensaanwasdeling (afgekort v.a.d.) is het laten delen in de winst van een bedrijf door de werknemers, in de vorm van collectief beheerde aandelen.
In Nederland is vermogensaanwasdeling vooral bekend als speerpunt van het kabinet-Den Uyl. In het regeerakkoord Keerpunt 1972 kwamen de kernpartijen van dat kabinet, de "progressieve drie" PvdA, D'66 en PPR, overeen dat deling door werknemers in de overwinst verplicht zou worden gesteld. Doordat de uitkering zou plaatsvinden in de vorm van collectief beheerde vermogenstitels (aandelen), zouden zij zeggenschap in het bedrijf verwerven. Het voornemen werd echter nooit uitgevoerd.
Een verplichte vermogensaanwasdeling zou nog tot 1981 voorkomen in de verkiezingsprogramma's van PvdA en PPR, en ook in die van CDA en PSP.
Leidraad voor de vermogensaanwasdeling was o.a. de dissertatie van de Haagse topambtenaar en econoom dr. F.L.G. Slooff (1917-1992), lid van de KVP, die in 1969 in Leuven hierop promoveerde. In tal van publicaties pleitte Slooff voor de invoering ervan.
Een internationaal vergelijkbaar stelsel vormden de Zweedse löntagarfonder (loonwerksfondsen), die in de jaren 70 werden voorgesteld en van 1984 tot 1992 bestonden (zij het in verwaterde vorm).